# Simon Chardon de La Rochette
 (décembre 2010).
Pour les articles homonymes, voir Chardon (homonymie) et Rochette.
Simon Chardon de La Rochette, né à Saint-Sauveur-de-Ginestoux en 1753, mort le 18 septembre 1814 à Paris, est un philologue et bibliographe français.

## Biographie

### Origine
Après avoir achevé ses études à Paris avec succès, Chardon de La Rochette se perfectionna dans la connaissance de la langue grecque, et ne tarda pas à être compté parmi les meilleurs hellénistes.

### Les bibliothèques et l'Italie
En 1773, il fit un voyage en Italie dans l'unique but de visiter les bibliothèques ; il y reçut d'un grand nombre de savants un accueil dont il conserva le souvenir le reste de sa vie. À Naples, il connut Pasquale Baffi (it) qui, plus tard, fut compris dans les 120 000 victimes de la répression de Ferdinand Ier contre les membres de la République parthénopéenne. Pendant son séjour à Rome, il eut de fréquentes occasions de voir Amaduzzi, le savant, qui venait de découvrir deux nouveaux chapitres (29 et 50) des Caractères de Théophraste, lui proposa d'en être l'éditeur. Chardon aurait sans doute accepté cette offre généreuse, s'il n'avait eu déjà formé le projet de donner une édition de l'Anthologie.
Chardon s'était procuré, non sans de grands sacrifices de temps et d'argent, une copie fort exacte du fameux manuscrit palatin de l'Anthologie ; et il revint en France, y rapportant avec ce trésor un goût encore plus vif pour les études philologiques.

### Bibliographe
De retour à Paris, il se lia d'une étroite amitié avec d'Ansse de Villoison, et pendant plus de vingt ans ces deux savants entretinrent une correspondance très active sur toutes les branches de la littérature. Aussi modeste que laborieux, Chardon ne se pressait pas de mettre au jour le fruit de ses recherches mais, sans encore rien publié, sa réputation s'étendait déjà. Ainsi Laurens van Santen l'avait consulté sur l'édition qu'il préparait de Terentianus Maurus, et Chardon lui avait communiqué plusieurs remarques importantes.
La culture des lettres lui permit de redresser sa modeste fortune mise à mal par Révolution française. Nommé membre de la commission temporaire des arts, il remplit les responsabilités de cette fonction avec application et reçut, plus tard, la responsabilité de l'inspection des bibliothèques nouvellement créées dans les départements. C’est sur son rapport qu'en 1805, le ministre de l'Intérieur Champagny fit transporter de Nîmes à Paris le recueil d'inscriptions antiques formé par Jean-François Séguier, ouvrage important que Chardon, passionné pour l'archéologie, désirait vivement voir publier.
Lié par ses goûts avec Millin de Grandmaison, il était, depuis 1796, l'un des principaux collaborateurs du Magasin encyclopédique, auquel il fournit de nombreuses analyses et dissertations remarquables par une critique judicieuse et par une érudition choisie. Vivant dans la plus grande intimité avec l’ abbé de Saint-Léger, Chardon associa ce bibliographe à plusieurs de ses projets littéraires, dont aucun ne s'est malheureusement complètement réalisé. Ils eurent tous deux quelque part à la Bibliothèque des romans grecs, publiée en 1797, dont on a cru, mais à tort, que Mercier de Saint-Léger avait été l'éditeur. Il est vrai que ce savant s'était chargé du discours préliminaire, dans lequel il se proposait de donner l'histoire du roman chez les Anciens, sujet ébauché par Pierre-Daniel Huet et au XIXe siècle par Paciaudi dans son opuscule De libris eroticis, mais on n'a de lui, dans cette collection, qu'une seule note sur l'ancienne traduction des Affections d'amour de Parthénios de Nicée.
Quant à Chardon, les sept premiers volumes étaient imprimés lorsque l'éditeur Guillaume lui parla de son entreprise. Il s'engagea de lui fournir la traduction des extraits de Photius, des romans d'Antoine Diogène et de Jamblique, et celle du roman alors inédit de Nicetas Eugenianus. Mais une indisposition assez longue et d'autres travaux l'empêchèrent de tenir sa promesse. Il corrigea seulement dans le texte et dans les errata les citations grecques des traductions des romans d'Achille Tatius et de Longus ; il mit une note à la fin de ce dernier roman, une autre dans le 2e volume du roman de Chariton, p. 147 ; et il remplit les lacunes que la censure avait exigées dans la traduction de la Luciade ou l'Âne par Lucius de Patras (voir : Belin de Ballu), à raison de l'extrême licence de ces passages. Ce défaut n'effraya pas Chardon, qui paraît au contraire avoir eu le goût le plus prononcé pour les détails obscènes, comme le montre la lecture d'un assez grand nombre de ses dissertations.
Dans le même temps, il revoyait, avec Mercier, les manuscrits en partie autographes de La Monnoye ; et, dès 1799, il annonça qu'une édition complète en paraîtrait aussitôt qu'il aurait trouvé un libraire disposé à l’éditer. Cette même année, dans la dédicace de son édition de Théophraste, le judicieux et savant philologue Johann Gottlob Schneider joignit le nom de Chardon, qu'il ne connaissait que de réputation, à celui de son ami Coray, dont il avait reçu d'utiles secours. À cette époque, Chardon était en mesure de publier son édition de l'Anthologie, qui lui avait déjà coûté vingt-cinq années de soins et de recherches, et qu'il ne cessa depuis de perfectionner. Cette édition, composée d'environ 9 vol. grand in-8°, devait contenir le texte du manuscrit palatin, avec la version latine en regard, les variantes tirées des autres manuscrits les plus estimés, les scolies de tous les annotateurs, d'amples index, et enfin, avec l'histoire de ce précieux recueil et de ses diverses éditions, la bibliographie de tous les poètes dont on y trouve des pièces.
Cette courte analyse suffit pour donner une idée de l'immense travail de Chardon, et de l'étendue ainsi que de la variété de ses connaissances. Il se délassait de ses profondes études philologiques en donnant des soins à la réimpression de quelques opuscules devenus rares. C'est ainsi qu'on lui dut, en 1807, celle de Sémélion, roman très licencieux, mais d'une originalité piquante et, en 1808, celle de l’Histoire secrète du cardinal de Richelieu.
Il publia, la même année, la Vie de la marquise de Courcelles, écrite en partie par elle-même, et en 1811, l’Histoire de la vie et des ouvrages de La Fontaine, par Marais. Cette biographie du fabuliste français était supérieure à toutes celles qui avaient paru jusqu'alors, mais le travail bien autrement important de Walckenaer l'a fait complètement oublier.
Depuis longtemps les amis de Chardon le pressaient de recueillir ses dissertations éparses dans le Magasin Encyclopédique cédant enfin à leurs instances, il les publia sous le titre de Mélanges de critique et de philologie, Paris, 1812, 5 vol. in-8°. Tous les anciens articles qui se trouvent dans ce recueil ont été refondus et améliorés ; d'autres y paraissent pour la première fois, tels que les extraits de Diogène et de Jamblique, la notice sur les romans grecs qui nous sont parvenus, et enfin un précis plein d'intérêt sur son ami Villoison et ses ouvrages. Dans la préface, Chardon annonçait que ces trois volumes seraient suivis de plusieurs autres. Le 4e, disait-il, consacré presque uniquement à la philologie grecque, contiendra le poème de Paul le Silentiaire, les Thermes de Pythia, avec la traduction française, les deux traductions en vers latins de Fréd. More[Qui ?] et d'Acantherus, toutes les scolies bonnes ou mauvaises, les notes de Huet, et la traduction des notes allemandes de Lessing, etc. ; et le 3e, qui ne devait pas être le dernier, le roman inédit de Nicetas Eugenianus avec la traduction française, accompagnée de notes philologiques et historiques. Ce projet n’a pas été réalisé. Chardon mourut à Paris le 18 septembre 1814, à 61 ans. Il était, comme il nous l'apprend lui-même, très proche voisin de Jean-Antoine Chaptal.

### Les manuscrits
La copie qu'il possédait de Nicetas Eugenianus ayant passé dans les mains de Silvestre de Sacy, cet illustre savant s'empressa de la communiquer à Boissonade, qui s'en est servi pour l'édition qu'il a donnée de ce roman. D'autres manuscrits de Chardon furent acquis en 1828 de l'abbé Chouvy, professeur d'histoire à Lyon, par Durand de Lançon, l'un des plus zélés bibliophiles français du XIXe siècle. Ce sont, à part la traduction de Nicetas, ceux que l'auteur se proposait de publier successivement dans ses nouveaux volumes de mélanges.
Breghot en ayant donné la notice détaillée dans les Archives du Rhône, t. 6, p. 96-201, et depuis, dans ses Mélanges biographiques et littéraires (Lyon, 1828, in-8°), nous pouvons indiquer ici les principaux : 
1. sur la Philosophie des anciens, à l'occasion de l'édition du Phédon, par Johann Hugo Wyttenbach (de) ;
2. sur les Antiquités d'Herculanum ;
3. sur Pythagore et les Pythagoriciens ;
4. Notice sur Laïs, tirée d'une Histoire des courtisanes grecques, dont Chardon s'était longtemps occupé ;
5. sur les Epistolœ Parisienses de Bredow ;
6. Lettre à M. Parison sur les Thermes de Pythia, poème de Paul le Silentiaire, etc. ;
7. Sur Sotion ;
8. Remarques de Larcher sur le roman d'Héliodore, etc.

On sait que Chardon avait le projet de donner un Dictionnaire historique moins volumineux que celui de Chaudon, et qui, cependant, aurait renfermé plusieurs milliers d'articles de plus. Enfin il annonça, dans le 5e volume de ses Mélanges, p. 508, qu'il s'occupait depuis longtemps d'une Vie de Sémiramis pour laquelle il avait rassemblé de nombreux documents.

## Source partielle
« Simon Chardon de La Rochette », dans Louis-Gabriel Michaud, Biographie universelle ancienne et moderne : histoire par ordre alphabétique de la vie publique et privée de tous les hommes avec la collaboration de plus de 300 savants et littérateurs français ou étrangers, 2e édition, 1843-1865 [détail de l’édition]